# Кольно (Гомельская область)
Кольно (бел. Кольна) — агрогородок, центр (с 22 августа 2012 года) Рудненского сельсовета Житковичского района Гомельской области Беларуси.

## География

### Расположение
В 11 км на юг от районного центра и железнодорожной станции Житковичи (на линии Лунинец — Калинковичи), 237 км от Гомеля.

## Транспортная система
Поблизости автодорога Житковичи — Черничи. Планировка состоит из плавно изогнутой широтной улицы, перекрещенной в центре криволинейной улицей с переулком. Застройка двусторонняя, кирпичная и деревянная, усадебного типа.

## История
Согласно письменным источникам известна с XVI века как селение в Новогрудском воеводстве Великого княжества Литовского, шляхетская собственность. 6 июля 1582 года обозначена в записи о разделе имущества между братьями Олельковичами. Двор Кольно достался Александру Олельковичу. Как населённый пункт обозначен на карте ВКЛ 1613 года. В XVIII веке 2 деревни — Новое Кольно и Старое Кольно, собственность Яленских. С 1861 года действовала церковь. Согласно переписи 1897 года находились деревня Кольно и фольварк Старое Кольно. В 1908 году действовала школа.
В 1929 году организован колхоз «Заветы Ленина», работали кузница и шорная мастерская. Во время Великой Отечественной войны действовала подпольная группа. На фронтах и в партизанской борьбе погибли 75 жителей, в память о них в 1957 году около Дома культуры сооружены Курган Славы с обелиском на вершине. Согласно переписи 1959 года центр колхоза «Заветы Ленина» (с 1987 года — совхоз им. Е. Е. Алексеевского).
В 2007 году здесь на базе совхоза создан агрогородок. Центр — Коммунальное сельскохозяйственное унитарное предприятие «Коленское» (создано в 2001 году).
Действуют средняя школа (в начале 2000-х годов построено новое здание — учатся 184 учащихся); детский сад (30 мест), Дом культуры, церковь, библиотека, фельдшерско-акушерский пункт, отделение связи, 4 магазина.

## Население

### Численность
- 2004 год — 283 хозяйства, 773 жителя.

### Динамика
- 1795 год — в селе Старое Кольно 6 дворов, 67 жителей в селе Новое Кольно — 47 дворов, 279 жителей.
- 1908 год — в деревне 104 двора, 520 жителей, в фольварке 2 двора, 8 жителей.
- 1917 год — 617 жителей.
- 1921 год — 120 дворов, 638 жителей.
- 1959 год — 845 жителей (согласно переписи).
- 1994 год — 654 жителя.
- 2004 год — 283 хозяйства, 773 жителя.